# Louis-Charles-Marie de La Trémoille
Louis-Charles-Marie de La Trémoille, duc de La Trémoille, prince de Talmont, de Tarente et comte de Laval, né le 28 mars 1863 à Paris 7e et mort le 17 juin 1921 à Paris 16e, est un aristocrate et homme politique français.

## Titres
- 11e duc de Thouars : 1911-1921

Il fut député de la Gironde de 1906 à 1919. Maire de Margaux (33) de 1904 à 1919.

## Biographie
Fils de Louis-Charles de La Trémoille et de Marguerite-Jeanne Duchâtel, et petit-fils du ministre Charles-Marie-Tanneguy Duchâtel, il se fixa en Gironde à la suite de son mariage avec Hélène-Marie-Léonie Pillet-Will, son beau-père étant propriétaire d'un des plus grands crus bordelais, le Château Margaux.
Il fait ses premiers pas dans la vie publique en entrant au conseil municipal de Margaux dont il devient maire en 1904 et au conseil d'arrondissement. il deviendra plus tard conseiller général.
Il se présente à la députation lors des élections générales de 1906 et il est élu dans la 4e circonscription de Bordeaux. Il sera réélu en 1910.
Républicain de gauche (il est inscrit à la gauche démocratique). Il consacrera l'essentiel de ses mandats à défendre les intérêts de sa région : le vignoble bordelais, l'ostréiculture et la forêt landaise.
Il fit construire entre 1912 et 1920 un hôtel particulier proche des jardins du Trocadéro à Paris, et qui porte aujourd'hui le nom La Trémoille.
En 1920, il vendit le Château Margaux et il mourut quelques mois plus tard à l'âge de 58 ans.

## Descendance
Il épouse le 1er février 1892 Hélène-Marie-Léonie Pillet-Will (1875-1964), fille du comte Frédéric Pillet-Will, banquier célèbre, et de Clotilde Briatte.
Ils eurent cinq enfants :
- Charlotte (20 novembre 1892 - 27 octobre 1971), qui épousa le 13 avril 1910 Henri-Florent Lamoral de Ligne (1881-1967), petit-fils du prince Eugène de Ligne ;
- Marguerite (1894-1939), qui épousa en 1913 Stanislas de Blacas d'Aulps (1885-1941), duc de Blacas ;
- Hélène (1899-1972), qui épousa en 1918 Gilbert de la Rochefoucauld (1889-1964), duc de La Roche-Guyon ;
- Antoinette (1904-1996), qui épousa en 1923 le duc Henri d'Ursel, puis en 1934 Guy-Bernard du Val (1898-1987), marquis de Bonneval ;
- Louis-Jean-Marie (1910-1933).

### Sources
- « Louis-Charles-Marie de La Trémoille », dans le Dictionnaire des parlementaires français (1889-1940), sous la direction de Jean Jolly, PUF, 1960 [détail de l’édition]